# Barranc de l'Església
El Barranc de l'Església és un barranc de l'antic terme d'Espluga de Serra, de l'Alta Ribagorça, actualment inclòs en el terme municipal de Tremp, al Pallars Jussà.
Es forma a 1.524 m. alt., a Costa Cirera, a l'extrem meridional de la Serra de l'Estall, des d'on baixa cap a ponent, fent retombs cap al nord, fins a assolir el nord del poble d'Espluga de Serra. Un cop l'ha superat, s'ajunta a Coma Vinyal amb el barranc que delimita pel sud aquest mateix poble, i entre tots dos formen el barranc de la Caella, que després es transforma en el barranc de Torogó.